# 諸寄東西洞門
諸寄東西洞門（もろよせとうざいどうもん）は、諸寄港を挟んで東と西に存在する諸寄東ノ洞門（もろよせひがしのどうもん）と諸寄西ノ洞門（もろよせにしのどうもん）の総称で、ともに兵庫県新温泉町の諸寄海岸にある海蝕洞である。山陰海岸国立公園および山陰海岸ジオパークに属する。

## 諸寄東ノ洞門
1600万年前の火山活動により噴出した玄武岩質安山岩の海蝕洞である。入口の幅が20m～25m、長さ60m、高さ15mという規模で、このような大型の整った典型的な型の貫通洞門としては学術的価値が高いとされ、県の天然記念物に指定（1990年3月20日）された。洞門入り口の岩壁の高さは120mあり、その隣の千賊断崖は高さ180mの大断崖で、ともに「千賊断崖と諸寄東洞門」として山陰海岸ジオパーク百選に登録されている。

### 所在地・交通アクセス
- 所在地 - 兵庫県美方郡新温泉町芦屋字イモチウラ105番地先
- 交通アクセス - JR山陰本線諸寄駅

## 諸寄西ノ洞門
入口の幅5.5m、長さ7mの海蝕洞である。新温泉町の文化財天然記念物に指定（1988年5月18日）されている。

### 所在地・交通アクセス
- 所在地 - 兵庫県美方郡新温泉町諸寄字北川辺
- 交通アクセス - JR山陰本線諸寄駅